# Mini (együttes)
A Mini a 70-es évek magyar jazz-rock együttese.

## Története

### Kezdetek (1968–70)
A Mini a köztudatban mindig is jazz-rock-formációként élt, noha underground rhythm & blues-zenekarként indult. 1968-ban az Ifjúsági Magazinban ezen a néven még egy trió látható: Czipó Tibor (gitár), Kiss Zoltán (basszusgitár) és Dobos „Doxa” Sándor (dob). Ez a formáció nagyon rövid ideig létezett; tavasz végén csatlakozott hozzájuk a későbbi „főnök”, Török Ádám (ex-Dogs) és Závodi János (ex-Stardust), Czipó pedig basszusgitárra váltott.
Az együttes eme felállása 1969. augusztus 26-án a Sakk-Matt törzsközönsége előtt mutatkozott be az Ifjúsági Parkban, ahol az általuk játszott Troggs-, Hendrix- és Who-dalokat, valamint saját szerzeményeiket viharos siker fogadta. Néhány hét alatt elismert zenekarrá váltak, és a Syrius Csanády utcai klubja mellett, az 1969 őszén a Bem rakparton megnyíló Mini klub lett a rockerek és a hippik egyik törzshelye, ahol a Mini a kezdeti rhythm & blues-korszak után hamarosan megismertette híveit a jazz-rockkal is.

### A fénykor (1971–80)
Ez az „új” stílus nem tetszett a rockpárti Závodi Jánosnak, így ő ’71-ben távozott a Miniből. A zenekar ekkorra szinte teljesen megújult: Török mellett Papp Gyula (billentyűsök), Német „Nemecsek” Tamás (dob) és Nagy István (basszusgitár) alkotta az együttest, s ez a formáció tavasszal már az Illéssel játszott egy ORI-műsorban, és „nehéz” zenéjük ellenére országos hírnévre tettek szert.
1972-ben megkapták a Hanglemezgyártó Vállalat engedélyét két kislemez elkészítésére (Gőzhajó / Délelőtt, Halványkék gondolat / Ne félj). Nagylemezre azonban már nem volt lehetőségük, pedig az első legsikeresebb korszakukból lett volna mit megörökíteni. A zenekar 1971–72-ben a Syrius mellett a magyar rock legizgalmasabb kompozícióit játszotta. ’72 nyarán a Kisstadionban az LGT-vel közösen koncerteztek, mely eseményről a New Musical Express is beszámolt. Ugyanekkor óriási sikerrel szerepeltek Keith Jarrett előtt a Videoton Interjazz Fesztiválon. ’73 elején újabb kislemezük jelenik meg, rajta a Sirályok és a Kereszteslovag c. szerzeményekkel. A Kislemezek később CD-n is megjelentek (Vissza a városba: A Mini legjobb felvételei 1972–1983), majd a 2008-ban kiadott Fruit Pebbles c. bakelitlemezen. A sikerek ellenére nagylemezük továbbra sem jelenhetett meg, s ez a zenekar felbomlásához vezetett. Az egyre mellőzöttebb együttesből előbb Papp Gyulát csábították át a Skorpióba, aztán lassan az egész csapat kicserélődött. Ekkoriban játszott Tátrai Tibor (gitár) is a Miniben. Az együttes a hetvenes évek második feléig nem tudott kilépni a szombat esti progresszív / jazz-rock zenekar szűkre szabott kereteiből.

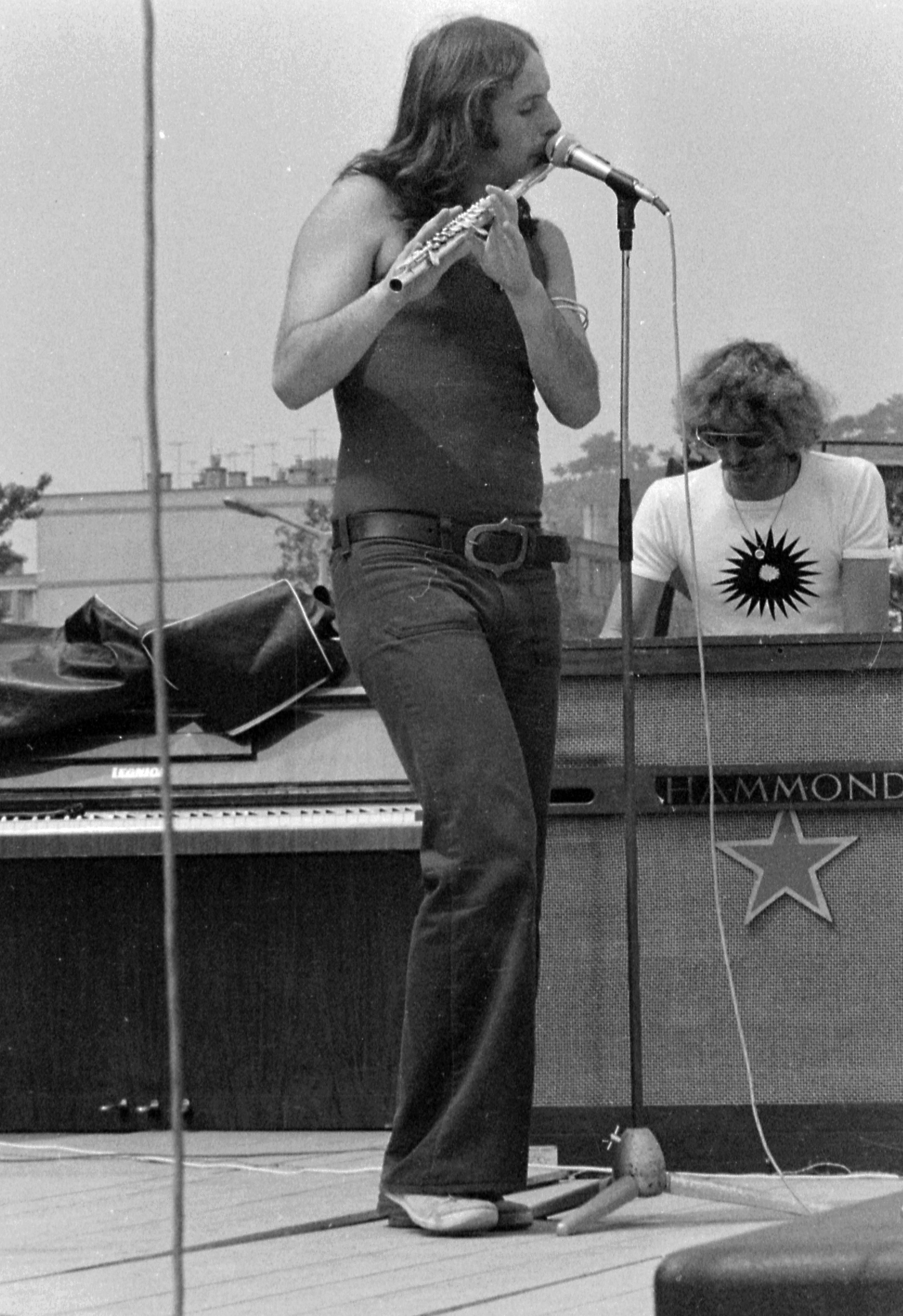
Miskolc, 1973

1977-re sikerült talpra állniuk. Az ekkor már Török Ádám – Németh Károly (billentyűs) – Németh Alajos (basszusgitár) – Balogh „Szivacs” Jenő felállású Mini műsorában a rhythm & blues- és jazz-rock-szerzemények mellett hosszabb lélegzetű, elektronikus hangszerelésű, elvontabb dallam- és szövegvilágú zenei kísérletek is helyet kaptak. E felemás állapotot tükrözi a végül 1978-ban megjelent első nagylemez, a Vissza a városba, amely egyszerre volt az előző évek lezárása és egy új korszak nyitánya, helyet adva az elektronikus rock jegyében született új daloknak is.
1979-ben a Dinamit együttesbe csábított Németh Alajos helyére Kunu László érkezett. A zenekar – kihasználva a közönség és a piac feltámadt érdeklődését – keményített a zenéjén, s a második album (Úton a Föld felé) már címében is jelezte a realitásokhoz való alkalmazkodást, amihez az is hozzátartozott, hogy a dalokat ekkortól a hatalom részéről elfogadott, befutott, sikeres táncdalszövegíró, S. Nagy István jegyezte, igaz, jobbára csak a nevét adva a Hanglemezgyár vezetői számára kevésbé szalonképes Török-féle sorokhoz. Ezzel az eléggé egyenetlen színvonalú albummal azonban a zenekar két szék között a pad alá esett: sem a régi Mini-rajongók, sem a keményebb rock közönsége nem szerette igazán.

### A hanyatlás (1980–83)
A következő lemezzel ismét a múltba néztek: 1980. június 8-án megjelent bakeliten a Pestlőrinci Ifjúsági Parkban adott koncertjük esszenciája, ahol az aktuális számok mellett jó néhány régi dalt (Kereszteslovag, Gőzhajó) is előadtak, és több szám erejéig csatlakozott hozzájuk az egykori tagtárs, Závodi János. A zajos, de kérészéletű siker után visszavonultak, s amikor 1983-ban a Dzsungel c. lemezükkel újra visszatértek a színre, már egy meglehetősen fáradt, önismétlő zenekar benyomását keltették. Török Ádám le is vonta a konzekvenciát, és még abban az évben, az október 20-i buli után feloszlatta zenekarát.
A Mini nevével újra csak 1993-ban lehetett találkozni: márciusban a Budapest Sportcsarnokban adtak koncertet. A következő „feltámadás” éve 1998 volt, amikor is Török Ádám még egyszer revitalizálta társulatát, Török Ádám és a Mini néven.

## Diszkográfia
- 1972 – Gőzhajó / Délelőtt (Kislemez, MHV Pepita – SP 941)
- 1972 – Ne félj / Haloványkék gondolat (Kislemez, MHV Pepita – SP 953)
- 1973 – Sirályok / Kereszteslovagok (Kislemez, MHV Pepita – SP 954)
- 1977 – Metronóm ’77: Color / Mini – Fényes kövek / Minden változó (Kislemez, MHV Pepita SPS 70256)
- 1978 – Vissza a városba (MHV Pepita)
- 1979 – Úton a Föld felé (MHV Pepita)
- 1980 – Mini koncert (MHV Pepita)
- 1983 – Dzsungel (MHV Pepita)
- 1993 – Vissza a városba: A Mini legjobb felvételei 1972–1983 (Hungaroton-Gong)
- 1993 – 25 év rock (Lézer kft.)
- 2008 – Fruit Pebbles [LP (Moiras Records), CD (3 Bajnok Bt.)]
- 2017 – Bartók on Rock (GrundRecords)
- 2022 – Nyitott kapu Bartók költői világára (H-Music)